# Kungsbacka distrikt
Kungsbacka distrikt är ett distrikt i Kungsbacka kommun och Hallands län. 
Distriktet ligger i och omkring Kungsbacka. 

## Tidigare administrativ tillhörighet
Distriktet inrättades 2016 och utgörs av en del av området som Kungsbacka stad omfattade till 1971, delen som staden omfattade före 1969.
Området motsvarar den omfattning Kungsbacka församling hade vid årsskiftet 1999/2000.